# Белая (река, впадает в Верхнерузское водохранилище)
Бе́лая — река в Московской области России, левый приток Рузы.
Исток у посёлка Муриковский разъезд, в 5 км от станции Шаховская Рижского направления. Ныне впадает в Верхнерузское водохранилище. На Белой стоят четыре деревни — Паново, Ржищи, Замошье и Щемелинки.
Длина реки составляет 13 км, площадь водосборного бассейна — 93,8 км². Равнинного типа. Питание преимущественно снеговое. Белая замерзает в ноябре — начале декабря, вскрывается в конце марта — апреле.
Для туристских целей малопривлекательна, используется туристами в качестве кратчайшего пути к Верхнерузскому водохранилищу.

## Данные водного реестра
- Бассейновый округ — Окский;
- Речной бассейн — Ока;
- Речной подбассейн — бассейны притоков Оки до впадения Мокши;
- Водохозяйственный участок — Руза от истока до Рузского гидроузла;
- Код водного объекта — 09010101112110000023225[4].